# Черемшине
Черемши́не (до 1953 року — ху́тір Першотравне́вий) — село в Україні, у Довжанській міській громаді Довжанського району Луганської області. Населення становить 182 особи.
Знаходиться на тимчасово окупованій території України.

## Географія
Географічні координати: 48°9' пн. ш. 39°51' сх. д. Часовий пояс — UTC+2. Загальна площа села — 40,6 км².
Село розташоване у східній частині Донбасу за 30 км від Довжанська. Найближча залізнична станція — Красна могила, за 14 км.
На східній околиці від Черемшиного, по лівому березі річки Верхнє Провалля розташована геологічна пам'ятка природи місцевого значення Королівські скелі. Скельні утворення мають висоту 80-100 м і являють собою виходи пісковиків середнього карбону.
Також на південь від села знаходиться ботанічна пам'ятка природи Провальський дуб.

## Історія
Засноване як хутір Першотравневий у 1935 році. Нинішня назва — з 1953 року.
14 липня 2014-го під час переміщення в колоні поблизу села Черемшине вночі відбувся бій між українськими військовиками та терористами. Після завершення бою 51-а бригала почала відхід із Черемшиного, терористами пострілом ПТРК уражено САУ 2С1. Тоді загинули молодший сержант Юрій Трохимук, солдати Олександр Абрамчук, Ігор Кантор і Юрій Трохимук, 2 зазнали поранень, з них — Іван Трохимчук.
12 червня 2020 року, відповідно до Розпорядження Кабінету Міністрів України № 717-р «Про визначення адміністративних центрів та затвердження територій територіальних громад Луганської області», увійшло до складу Довжанської міської громади.
17 липня 2020 року, в результаті адміністративно-територіальної реформи та ліквідації  колишніх Довжанського (1938—2020) та Сорокинського районів, увійшло до складу новоутвореного Довжанського району.

## Населення

### Мова
Розподіл населення за рідною мовою за даними перепису 2001 року:
| Мова            | Кількість | Відсоток |
| --------------- | --------- | -------- |
| російська       | 106       | 58.24%   |
| українська      | 2         | 1.10%    |
| інші/не вказали | 74        | 40.66%   |
| Усього          | 182       | 100%     |

За даними перепису 2001 року населення села становило 182 особи, з них 1,1 % зазначили рідною мову українську, 58,24 % — російську, а 40,66 % — іншу.

## Економіка
У селі функціонує фермерське господарство.
На південній околиці села також діє дитячий табір «Королівські скелі».

## Пам'ятки
Поблизу села було виявлено укріплене поселення і три безкурганних могильники епохи пізньої бронзи, а також курганний могильник кочівників IX-XV століть.

## Галерея

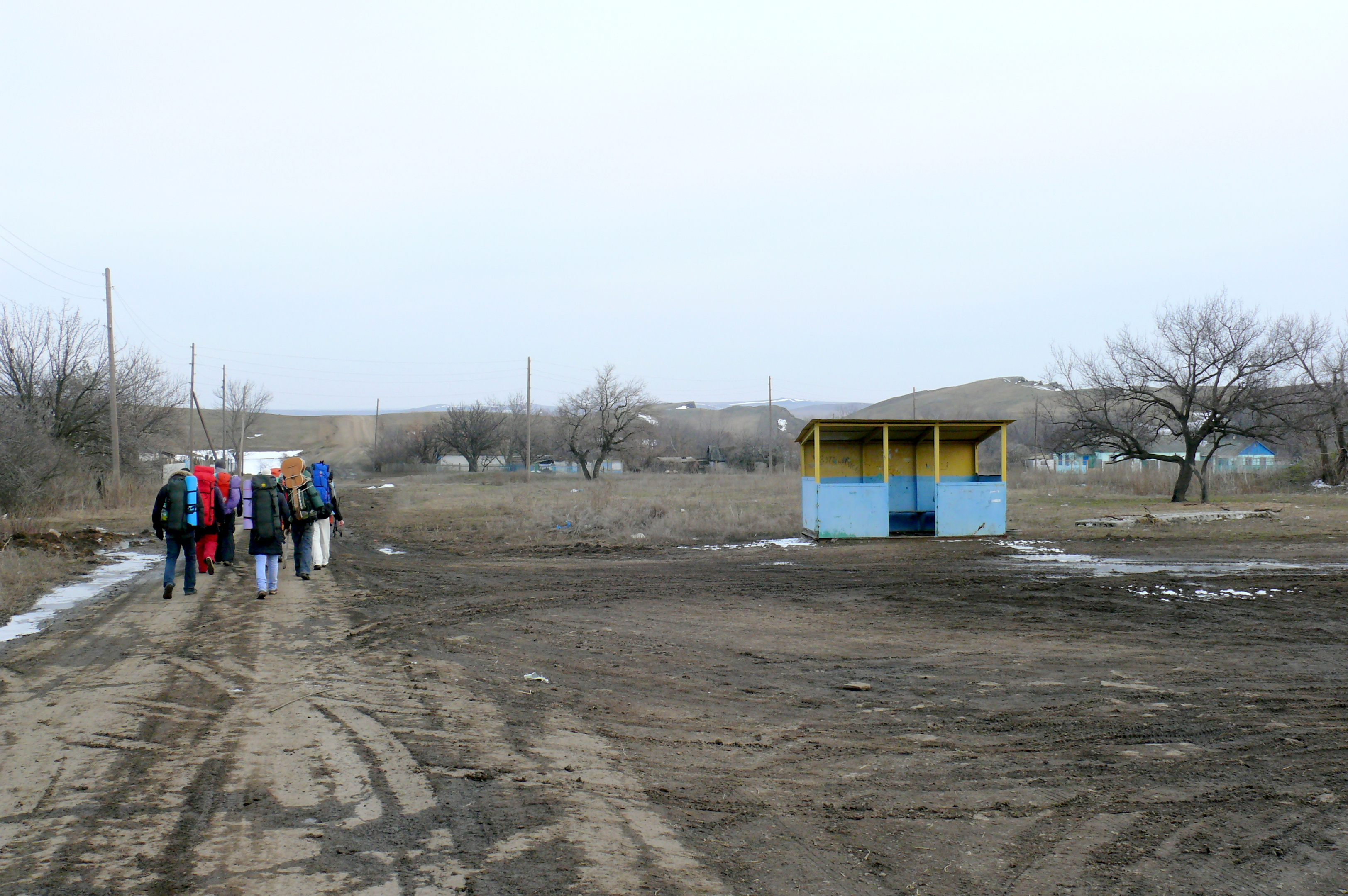
Автобусна зупинка
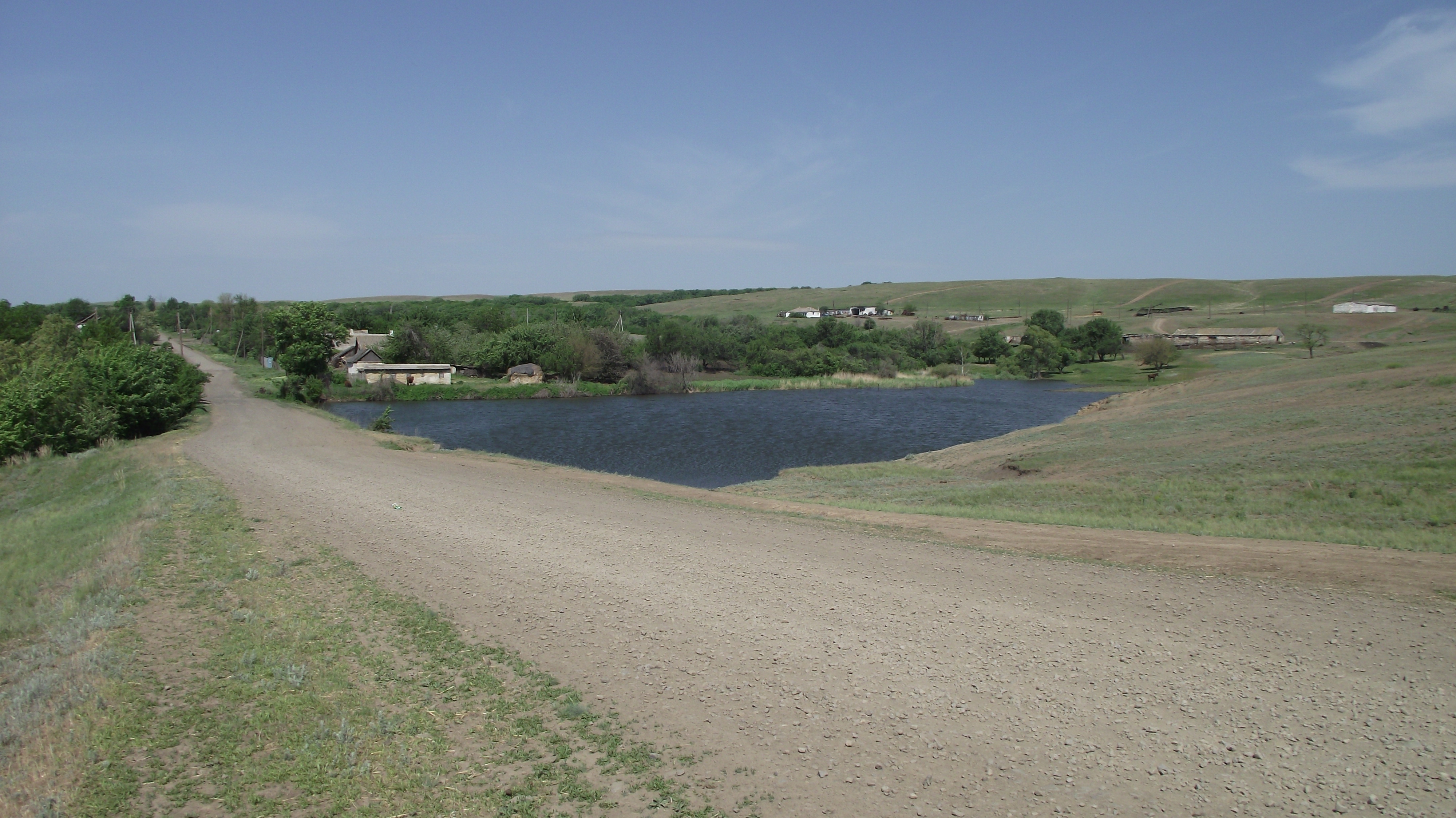
Сільський ставок
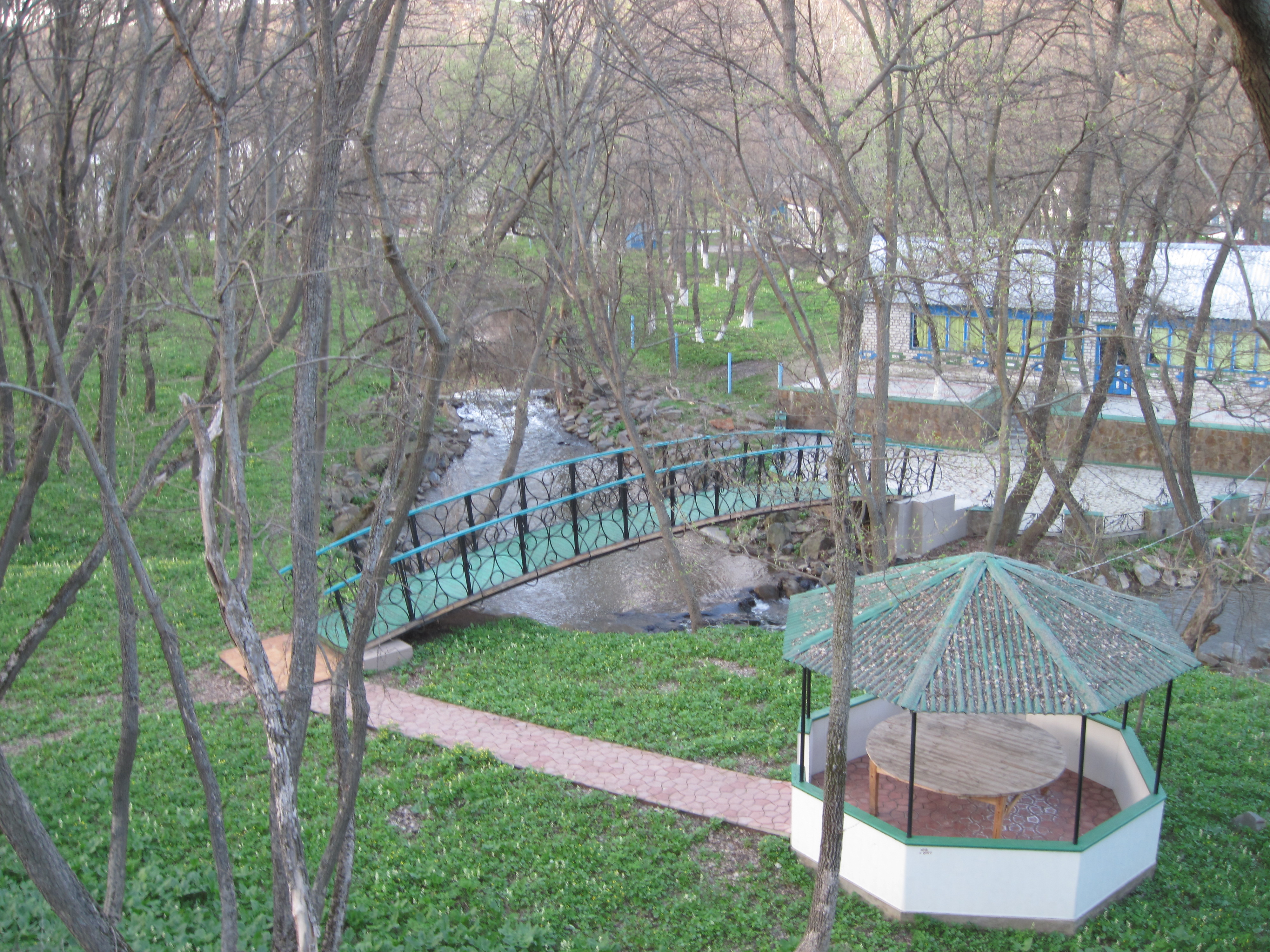
Дитячий табір «Королівські скелі»
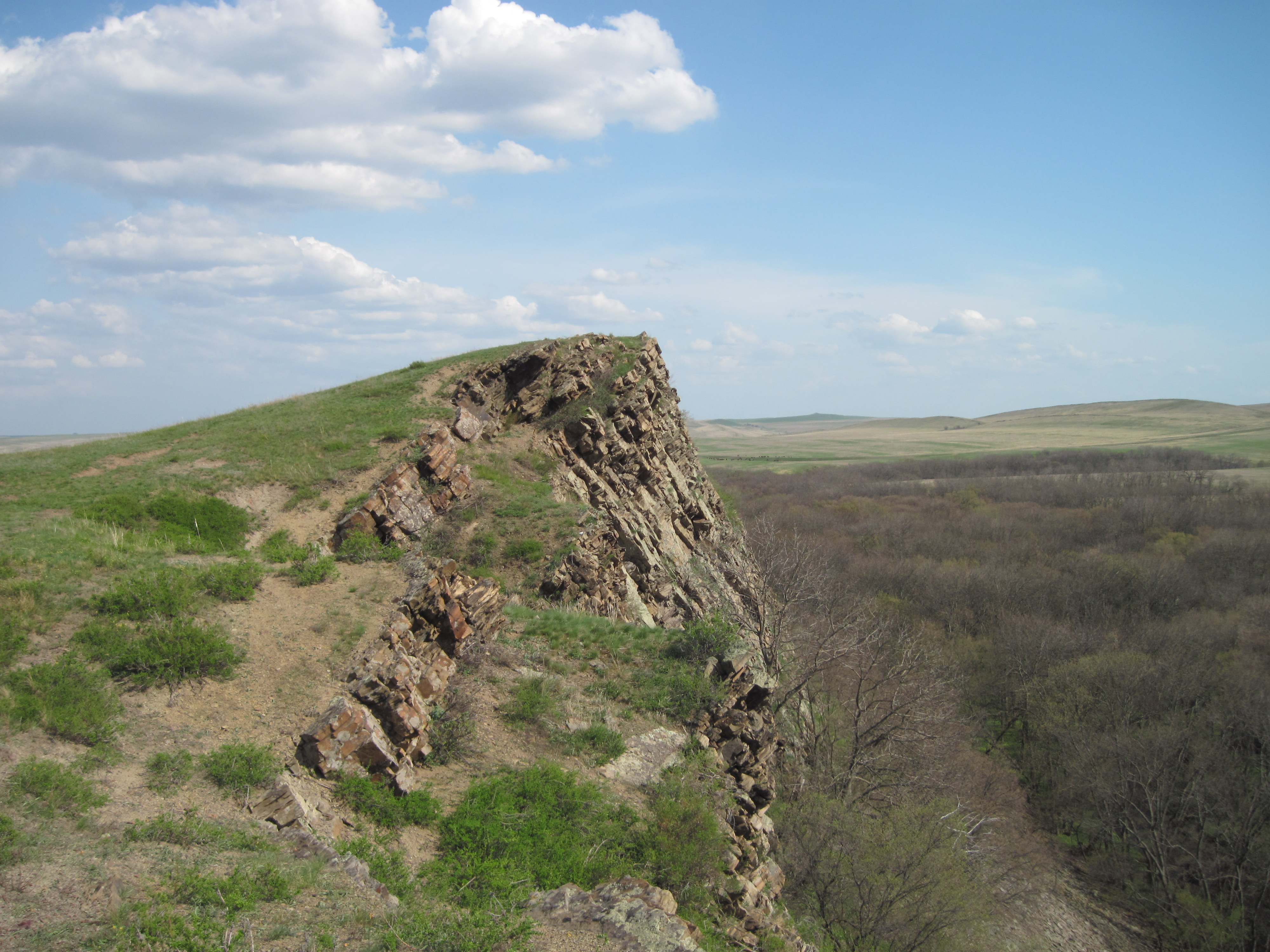
Королівські скелі